# Joanna Rakoff

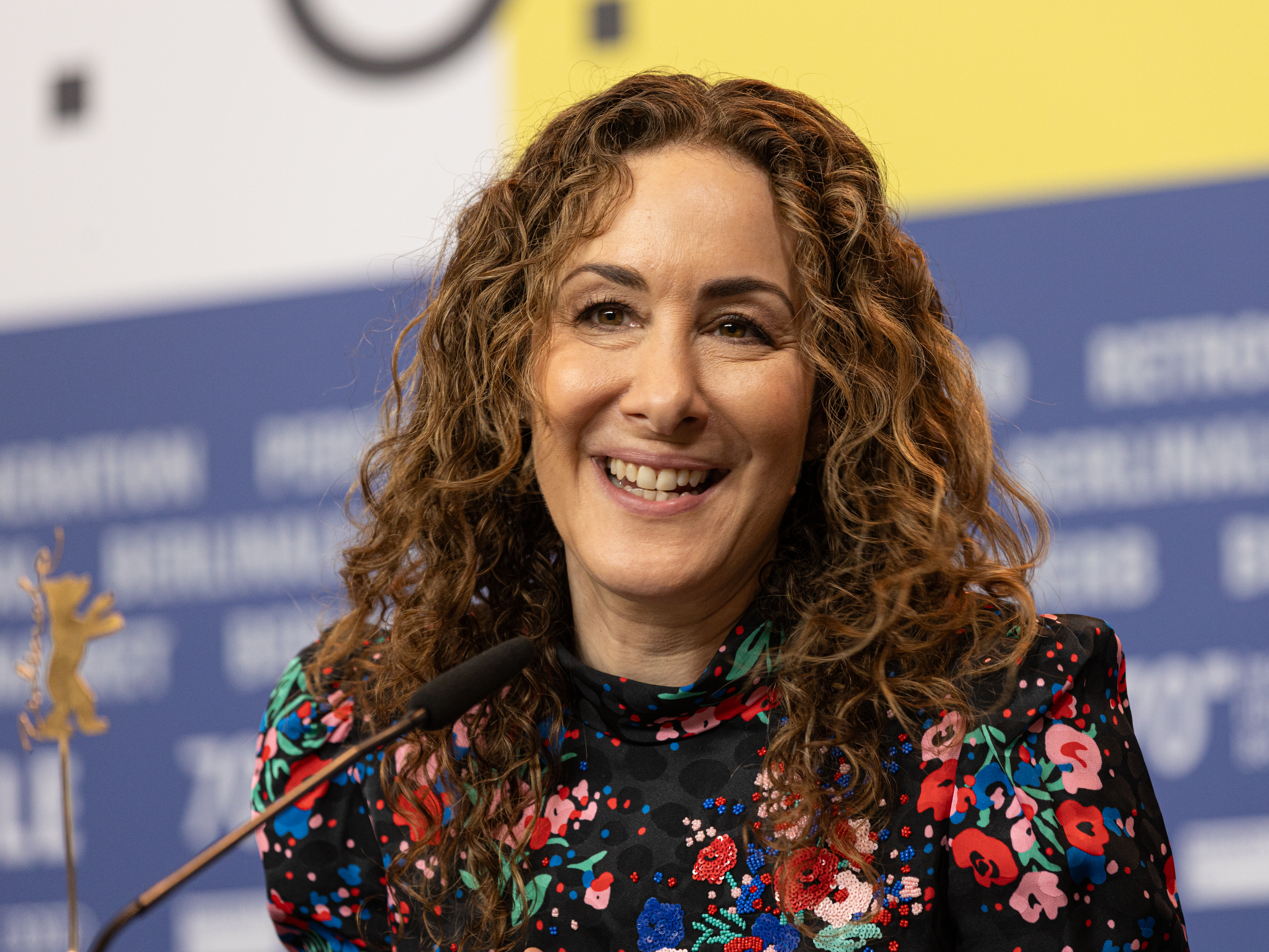
Joanna Rakoff (2020)

Joanna Rakoff (* 8. Mai 1972 in Nyack, New York) ist eine US-amerikanische Schriftstellerin.

## Ausbildung
Zwischen 1990 und 1994 studierte Rakoff englische Literatur am Oberlin College in Ohio. Anschließend schloss sie das weitere Studium 1994/1995 mit den Abschluss Master of Arts am UCL in London ab.

## Karriere
Ihr Debüt als Schriftstellerin hatte sie 2009 mit dem Buch A Fortunate Age, wofür sie zahlreiche Preise erhielt.
1996, im Alter von 23 Jahren, übernahm sie einen Job in einer der ältesten Literatur-Agenturen, Harold Ober Associates. Diese vertrat auch den amerikanischen Schriftsteller J. D. Salinger. Sie hatte dort die Aufgabe, die Fanpost für Salinger zu beantworten, da dieser seine Fanpost nicht las. Sie fühlte sich selbst durch die Briefe angesprochen und schrieb persönliche Antworten. Rakoffs Erfahrungen mit der Agentur und ihre Begegnungen mit Salinger selbst wurden später in ihren Memoiren über ihre Zeit bei der Literaturagentur, My Salinger Year (2014) bzw. Lieber Mr. Salinger (2015), nacherzählt. Dieser wurde 2020 als Mein Jahr in New York verfilmt.
Der Roman wurde 2014 von The Guardian als eines der besten Bücher 2014 ausgezeichnet.

## Leben
Rakoff lebt mit ihrem Ehemann, dem Komponisten Keeril Makan, einem MIT-Professor, in Cambridge, Massachusetts. Sie hat drei Kinder.

## Bibliography
- A Fortunate Age. Scribner, New York 2009, ISBN 978-1-4165-9080-4.
- My Salinger Year. Knopf Doubleday Publishing Group, New York 2014, ISBN 978-0-307-95800-6.
- Lieber Mr. Salinger. Albrecht Knaus Verlag, ISBN 3-8135-0515-4.